# Lutjanus purpureus
Lutjanus purpureus is een straalvinnige vis uit de familie van snappers (Lutjanidae) en behoort derhalve tot de orde van baarsachtigen (Perciformes). De vis kan maximaal 100 cm lang en 10.000 gram zwaar worden. De hoogst geregistreerde leeftijd 18 jaar.

## Leefomgeving
Lutjanus purpureus is een zoutwatervis. De vis prefereert een tropisch klimaat en leeft hoofdzakelijk in de Atlantische Oceaan. De diepteverspreiding is 26 tot 340 meter onder het wateroppervlak.

## Relatie tot de mens
Lutjanus purpureus is voor de visserij van aanzienlijk commercieel belang. In de hengelsport wordt er weinig op de vis gejaagd.
Voor de mens is Lutjanus purpureus potentieel gevaarlijk, omdat er vermeldingen van ciguatera-vergiftiging zijn geweest.